# Општина Батар (Бихор)
Батар (рум. Batăr) општина је у Румунији у округу Бихор.
Oпштина се налази на надморској висини од 100 m.